# Ermes (nome)
Ermes  è un nome proprio di persona italiano maschile.

## Varianti
- Alterati: Ermete[1]

### Varianti in altre lingue
- Greco antico: Ἑρμῆς (Hermes)[1][2]
- Polacco: Hermes
- Ungherese: Hermész

## Origine e diffusione

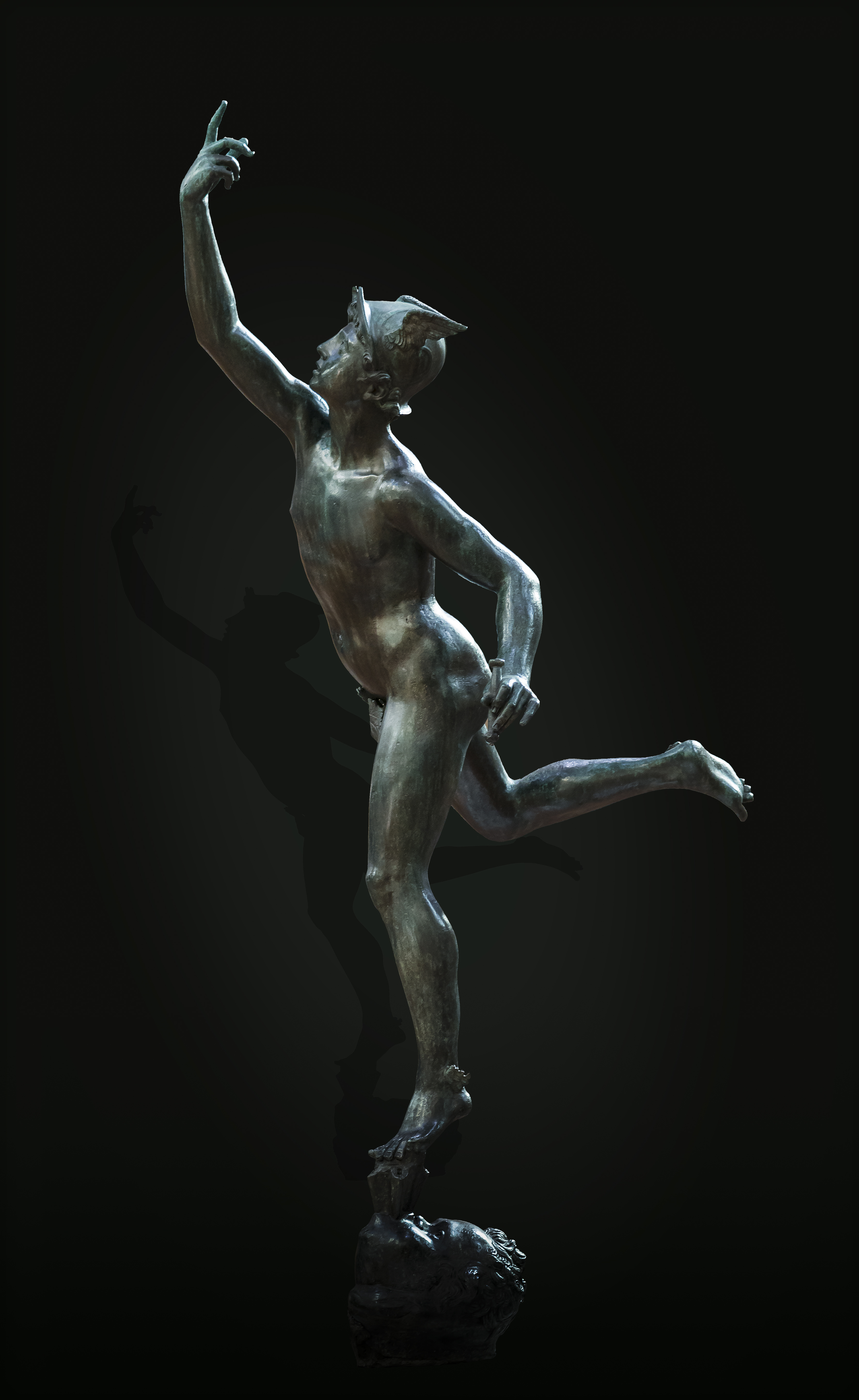
Mercurius, di Giambologna

Deriva dal nome greco antico 'Ερμης (Hermes), latinizzato in Hermes o Hermetis, di ignoto significato; potrebbe forse significare "che supporta un argomento", da ἕρμα (herma), oppure "annuncio", dal termine éira, o ancora "ometto", "pila di pietre".
È un nome di tradizione mitologica, in quanto Ermes, nella mitologia greca, era il figlio di Zeus e Maia, messaggero degli dei, patrono di viaggiatori, pastori, atleti, mercanti, ladri, scrittori e oratori, corrispondente al dio Mercurio dei romani. Era usato comunemente in Grecia, così come Mercurio lo era a Roma, come nome gentilizio e personale soprattutto da schiavi e liberti.
I nomi Ermione, Ermagora, Ermogene ed Ermolao sono nomi teoforici derivati da Ermes.

## Onomastico
L'onomastico viene festeggiato il 28 agosto, giorno di sant'Ermete, martire a Roma sotto Massimiano. Con questo nome si ricordano anche:
- 4 gennaio, sant'Ermete, martire ad Arčer, ricordato insieme ai santi Caio e Aggeo[4][6][8]
- 13 gennaio, sant'Erbin o Hermes di Cornovaglia, parente di un capo cornico[9]
- 1º marzo, sant'Ermete di Numidia, martire sotto Massimiano[10]
- 25 agosto, sant'Ermete, martire venerato anticamente con san Giulio sulla via Nomentana[6]
- 22 ottobre, sant'Ermete, diacono di Costantinopoli, martire con altri compagni a Edirne sotto Diocleziano, commemorato insieme al vescovo Filippo[4][6][11]
- 4 novembre, sant'Ermeo (o Ermete), martire a Myra assieme a Nicandro[6]
- 30 dicembre, sant'Ermete, esorcista, martire a Vidin[6]
- 31 dicembre, sant'Ermete, sacerdote ed esorcista, martire sotto Aureliano[4][12]

## Persone

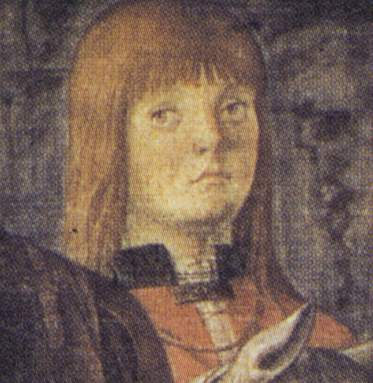
Ermes Bentivoglio

- Ermes Bentivoglio, nobile bolognese
- Ermes Borsetti, allenatore di calcio e calciatore italiano
- Ermes di Colloredo, poeta italiano
- Ermes Farina, partigiano e ingegnere italiano
- Ermes Midena, architetto italiano
- Ermes Muccinelli, calciatore italiano
- Ermes Ronchi, presbitero e teologo italiano
- Ermes Maria Sforza, marchese di Tortona
- Ermes Visconti, letterato italiano

### Variante Ermete
- Ermete, santo greco

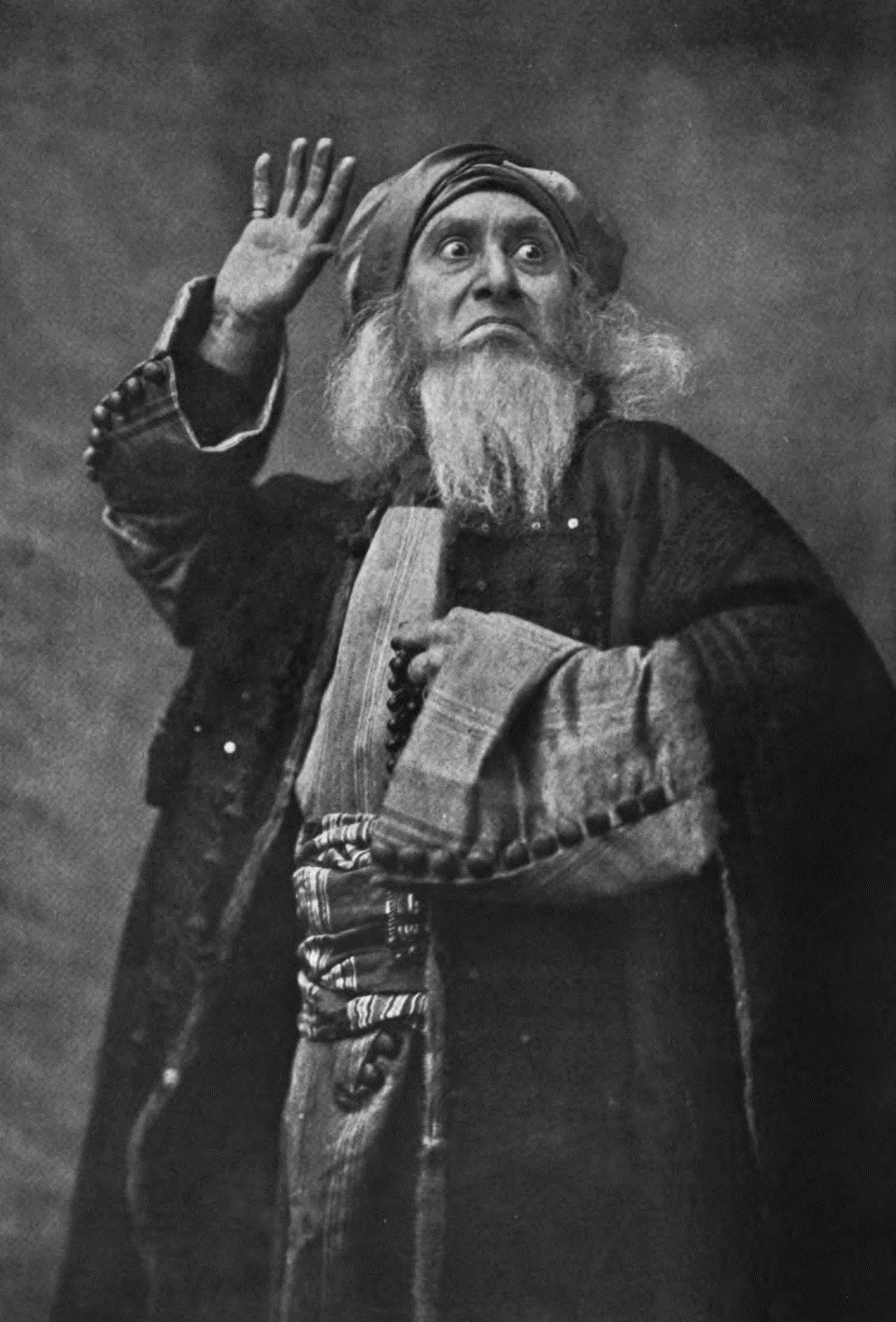
Ermete Novelli

- Ermete Cavalletti, funzionario vaticano
- Giovanni Ermete Gaeta, in arte E. A. Mario, paroliere italiano
- Ermete Novelli, attore teatrale italiano
- Ermete Realacci, ambientalista e politico italiano
- Ermete Stampa, vescovo cattolico italiano
- Ermete Stella, musicista italiano
- Ermete Zacconi, attore italiano

## Variante Hermes

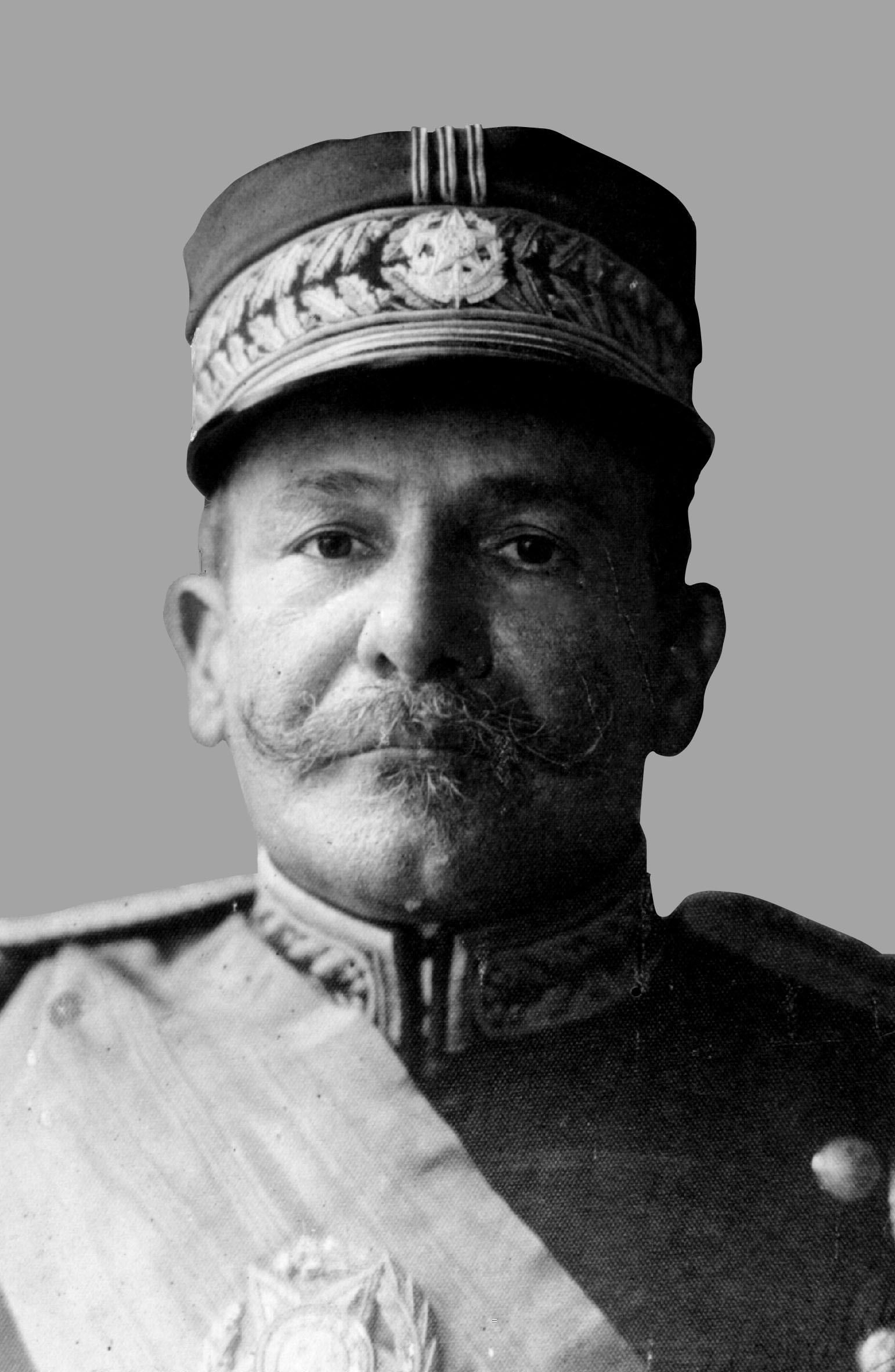
Hermes Rodrigues da Fonseca

- Hermes Aquino, cantautore brasiliano
- Hermes Rodrigues da Fonseca, militare e politico brasiliano
- Hermes González, calciatore paraguaiano
- Hermes Desio, calciatore argentino
- Hermes Neves Soares, calciatore brasiliano
- Hermes Pan, ballerino e coreografo statunitense
- Hermes Palomino, calciatore venezuelano
- Hermes Ramírez, velocista cubano

## Il nome nelle arti
- Hermes Conrad è un personaggio della serie animata Futurama.
- Hermes T. Haight è un personaggio del videogioco The Suffering.
- Hermes è il gufo domestico di Percy Weasley nella serie di romanzi Harry Potter, scritta da J. K. Rowling.
- Ermes Costello è un personaggio della sesta parte de Le bizzarre avventure di JoJo, "Stone Ocean".

## Curiosità
- Ermete Trismegisto è un personaggio semileggendario dell'età ellenistica, considerato l'autore del Corpus hermeticum.